# Mistrz Księgi Domowej
Mistrz Księgi Domowej (Mistrz Amsterdamskiego Gabinetu, Mistrz Średniowiecznej Księgi Domowej) – niemiecki malarz, grafik i najwybitniejszy miedziorytnik, tworzący pod koniec XV wieku.   

## Nazwisko
Swój pseudonim: Mistrz Księgi Domowej artysta otrzymał od średniowiecznego manuskryptu Księgi Domowej. Rękopis zawierał rozmaite przepisy i podstawowe informacje na temat gospodarstwa domowego, różne rysunki m.in. pieców hutniczych, młynów prochowych, armat i innych przedmiotów, rysunki ukazujące scenki dworskie, widok łaźni oraz alegoryczne przedstawienie siedmiu planet. Większość rysunków stworzył inny mistrz znany z kopiowania prac innego miedziorytnika Mistrza E.S. Z dużą pewnością atrybucję Mistrza Księgi Domowej można przypisać rysunki planet.

## Identyfikacja
Identyfikacja personalna mistrza z południowych Niemiec po dziś dzień przysparza wielu trudności i hipotez. Pierwotnie identyfikowano go z Holbeinem Starszym, z Grünewaldem, z holendrem Erhardem Reeuwichem z Utrechtu (1937), artystą i drukarzem pracującym w Moguncji. W 1953 roku niemiecki historyk, Walter Hotz identyfikował go z wormackim mistrzem Nicolausem Nievergaltem. Również pochodzenie było kwestionowane; początkowo wiązano je z Niderlandami i tamtejszymi artystami. Obecnie, z dużo większym prawdopodobieństwem, uznaje się go za artystę wywodzącego się z regionu górnego Renu a jego sztuka zbliżona jest do kręgu takich artystów jak Mistrz Ołtarza z Kościoła Kanoników Regularnych w Erfurcie, Hans Hirtz, Mistrz Ołtarza z Oberstein oraz Grünewald czy Hans Baldung.        

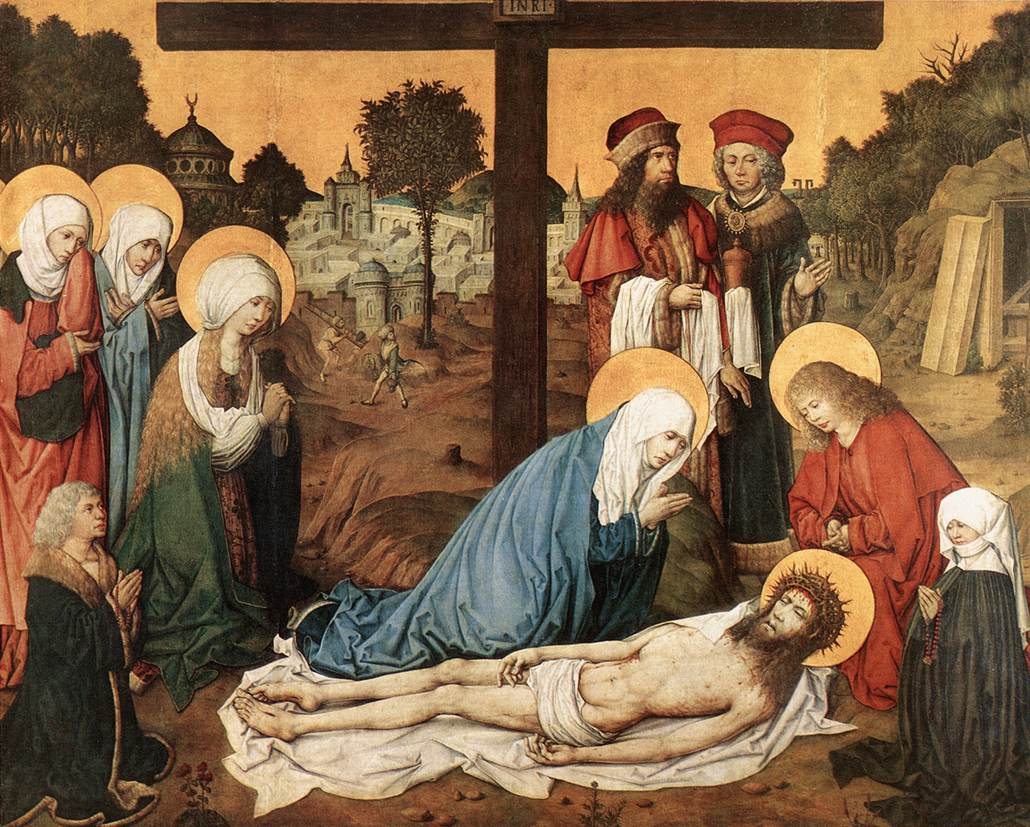
Opłakiwanie, 1480–1485, 131 x 171 cm, Galeria Obrazów Starych Mistrzów w Dreźnie

## Prace miedziorytnicze
Przez wiele lat obok mistrza funkcjonował jako osobny artysta-rytownik Mistrz Amsterdamskiego Gabinetu. Obecnie utożsamia się go z Mistrzem Księgi Domowej. Jest uznawany za jednego a najlepszych miedziorytników swej epoki, który tę sztukę wyniósł do rangi sztuki niezależnej i przyczynił się do jej rozwoju. Mistrz miast płyty miedzianej używał cyny, w której (jako pierwszy artysta), suchą igłą wydrapywał linie. Podejmował sceny z życia i śmierci Chrystusa, tworzył podobizny świętych oraz sceny z życia codziennego. 
Pierwsze prace pochodzą z ok. 1470 roku. W latach 1475–1480 jego prace nabrały większej dojrzałości; przedstawiały głównie sceny z życia dworskiego. Z tego właśnie okresu pochodzi jeden z najbardziej znanych rytów Śmierć i młodzieniec. Kościotrup w towarzystwie węża i ropuchy, zatrzymuje eleganckiego młodzieńca; miękki modelunek chłopca kontrastuje tu z dokładnym anatomicznie odtworzeniem kościeja. Około roku 1490 artysta osiągnął szczyt swojej rytowniczej twórczości. Z tego okresu pochodzą ryciny ukazujące Głowę smoka zabitego przez św. Jerzego, Ukrzyżowanie, Święta Rodzina oraz Pokłon Trzech Króli. W pracach artysta wykorzystuje efekty światłocieniowe podobne do tych, jakie później zastosuje w swej sztuce rytowniczej Rembrandt.

## Twórczość
Do najważniejszego dzieła malarskiego zalicza się wykonany dla kościoła w Spirze Ołtarz Pasyjny. Składał się on z głównego obrazu Ukrzyżowania oraz z obrazów na skrzydłach: Ecce Homo, Zmartwychwstanie oraz Chrystus na Górze Oliwnej, Umycie nóg, Ostatnia Wieczerza i Chrystus przed Kajfaszem. W latach osiemdziesiątych XV wieku mistrz stworzył Opłakiwanie wzorowane prawdopodobnie na jakimś niderlandzkim dziele. W 1505 roku tworzy cykl obrazów z Życia Marii, gdzie ważną rolę odgrywa przestrzeń jako podstawa kompozycji. Do równie znanych dzieł należy obraz Gotajska para miłosna z ok. 1480 roku. 
Znanych jest 89 sztychów miedziorytniczych, z czego 78 istnieje tylko w jednym egzemplarzu. J. P. Filedt Kok w swojej pracy z 1995 roku wymienia dziewięćdziesiąt jeden sztychów przy 124 wszystkich pracach tego artysty. Większość jego zachowanych grafik znajduje się obecnie w zbiorach Rijksmuseum w Amsterdamie. 
Mistrz Księgi Domowej malował również witraże, które stanowił wzór dla późniejszych prac Albrechta Dürera.
- Gotajska para miłosna – ok. 1480–85, tempera na desce lipowej, 118 x 82,5 cm, Muzeum Zamkowe w Gocie
- Portret mężczyzny – 25,5 x 18 cm, Bazylea, Kunstmuseum
- Trzy latające anioły – tempera na drewnie, 29,5 x 38 cm, Bazylea, Kunstmuseum
- Ołtarz Pasyjny
  - Umycie nóg apostołom 1475–1480, 130,5 x 75,6 cm, Gemäldegalerie 
  - Ostatnia Wieczerza1475–1480, 130,5 x 75,6 cm, Gemäldegalerie